# Parafia Matki Bożej Królowej Polski w Żukowie
Parafia Matki Bożej Królowej Polski w Żukowie – parafia rzymskokatolicka w Żukowie, powstała w całości z Parafii Wniebowzięcia Najświętszej Maryi Panny w Krzczonowie.
Dzieje parafii sięgają lat 60 XX wieku, kiedy to o powstanie punktu duszpasterskiego w Żukowie starał się proboszcz krzczonowski (w latach 1960–1964) ks. Tomasz Rusek. Nie otrzymał on potrzebnych zgód na organizację takiego punktu.
W 1973 ks. Longin Ziarko (proboszcz krzczonowski w latach 1969–1976) starał się o budowę kaplicy katechetycznej w miejscowości Żuków, również bezskutecznie.
Na przełomie lat 70 i 80 XX wieku, w jednym z pomieszczeń, w pobliskim dworze zorganizowano kaplicę, która służyła do katechizacji dzieci i odprawiania Mszy św. do momentu wykończenia budowanej kaplicy.
Dopiero w 29 czerwca 1982 mieszkańcy wsi postanowili, podczas zebrania Kółka Rolniczego w Żukowie, przekazać działkę o powierzchni 1,05 hektarów na rzecz parafii rzymskokatolickiej w Krzczonowie z przeznaczeniem pod budowę kaplicy i punktu katechetycznego w Kolonii Żuków. Organizatorem i zarządcą budowy kaplicy był ks. Stanisław Żak (wikariusz z Krzczonowa), delegowany przez ówczesnego proboszcza ks. Czesława Szurana. Prace budowlane rozpoczęto w 1983.
6 lipca 1986 prace budowlane przy kaplicy dojazdowej w Żukowie przejął ks. Marian Plichowiec. Zastał on budynek w stanie surowym, który przez lata wyposażał. 21 października 1993 utworzono w Żukowie, na terenie parafii Krzczonów, samodzielny ośrodek duszpasterski, którego rektorem został ks. Marian Plichowiec. Ośrodek duszpasterski zdał, odchodząc z funkcji wikariusza krzczonowskiego dnia 27 lipca 1994.
Parafię erygował Metropolita Lubelski, ks. prof. Bolesław Pylak 31 maja 1995. Przez 2 lata trwały spory o przynależność do parafii wsi Stryjno. Ostatecznie pozostała ona przy parafii Wygnanowice. Pierwszym proboszczem został ks. Dariusz Stankiewicz.

## Zasięg parafii
Do parafii należą wierni z następujących miejscowości: Antoniówka, Żuków-Kolonia Policzyzna, Pustelnik, Żuków Pierwszy, Żuków Drugi.